# Erg Ferradj
Erg Ferradj là một đô thị thuộc tỉnh Béchar, Algérie. Dân số thời điểm năm 2002 là 4.67 người.